# Monte Agathias
Il monte Agathias (in greco: Αγκαθιάς) è una montagna dell’isola di Creta alta 2.424 m.

## Descrizione

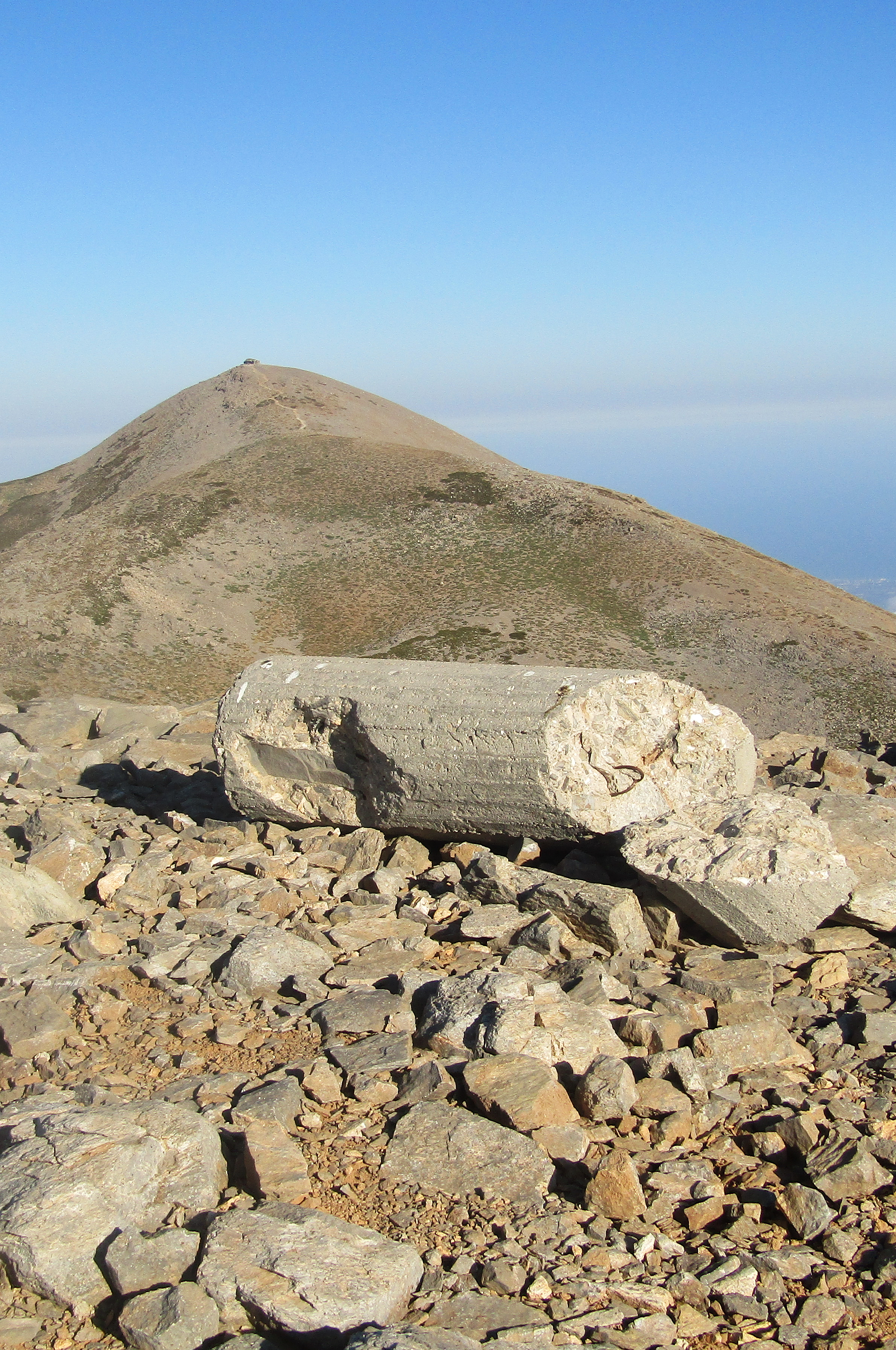
Colonnina trigonometrica sulla cima

Sita nella prefettura di Retimo, la montagna si trova non lontano dal più noto Psiloritis, il punto culminante del massiccio del Monte Ida.  Il monte Agathias è collocato sullo spartiacque che divide il versante meridionale dell'isola di Creta, affacciato sul Mar libico, da quello settentrionale, tributario del Mare Egeo. Ad ovest una sella a quota 2321 m lo separa dalla cima principale del massiccio montuoso, mentre ad est il crinale continua verso il monte Voloumenou  (2367 m).

## Accesso alla vetta
Il monte Agathias può essere raggiunto per tracce di passaggio con una breve deviazione del Sentiero europeo E4.